# Amauropsis
Amauropsis is een geslacht van weekdieren uit de klasse van de Gastropoda (slakken).

## Soorten
- Amauropsis anderssoni (Strebel, 1906)
- Amauropsis apora (Watson, 1881)
- Amauropsis aureolutea (Strebel, 1908)
- Amauropsis bransfieldensis (Preston, 1916)
- Amauropsis brassiculina (Locard, 1897)
- Amauropsis georgiana (Strebel, 1908)
- Amauropsis islandica (Gmelin, 1791)
- Amauropsis powelli Dell, 1990
- Amauropsis prasina (Watson, 1881)
- Amauropsis rossiana E. A. Smith, 1907
- Amauropsis sphaeroides (Jeffreys, 1877)
- Amauropsis subpallescens (Strebel, 1908)